# Egyiptom az 1984. évi nyári olimpiai játékokon
Egyiptom az egyesült államokbeli Los Angelesben megrendezett 1984. évi nyári olimpiai játékok egyik részt vevő nemzete volt. Az országot az olimpián 15 sportágban 114 sportoló képviselte, akik összesen 1 érmet szereztek.

## Érmesek
| Érem  | Versenyző           | Sportág   | Versenyszám |
| ----- | ------------------- | --------- | ----------- |
| Ezüst | Mohamed Ali Rashwan | Cselgáncs | Férfi nyílt |

## Atlétika
Férfi
| Versenyző            | Versenyszám | Előfutam | Előfutam | Előfutam | Negyeddöntő | Negyeddöntő | Negyeddöntő | Elődöntő | Elődöntő | Elődöntő | Döntő   | Döntő    |
| Versenyző            | Versenyszám | Idő      | Hely.    | Össz.    | Idő         | Hely.       | Össz.       | Idő      | Hely.    | Össz.    | Idő     | Helyezés |
| -------------------- | ----------- | -------- | -------- | -------- | ----------- | ----------- | ----------- | -------- | -------- | -------- | ------- | -------- |
| Nafi Mersal          | 400 m       | 46,46    | 4.       | 27.*     | kiesett     | kiesett     | kiesett     | kiesett  | kiesett  | kiesett  | kiesett | kiesett  |
| Hisham Mohamed Mekin | 110 m gát   | 14,67    | 6.       | 21.      |             |             |             | kiesett  | kiesett  | kiesett  | kiesett | kiesett  |
| Ahmed Ghanem         | 400 m gát   | 51,08    | 7.       | 28.      |             |             |             | kiesett  | kiesett  | kiesett  | kiesett | kiesett  |

| Versenyző              | Versenyszám   | Selejtező             | Selejtező             | Döntő    | Döntő    |
| Versenyző              | Versenyszám   | Eredmény              | Helyezés              | Eredmény | Helyezés |
| ---------------------- | ------------- | --------------------- | --------------------- | -------- | -------- |
| Hassan Ahmed Badra     | Hármasugrás   | 16,48 m               | 10.                   | 16,07 m  | 11.      |
| Ahmed Kamel Shatta     | Súlylökés     | 18,58 m               | 15.                   | kiesett  | kiesett  |
| Ahmed Mohamed Achouche | Súlylökés     | 18,11 m               | 17.                   | kiesett  | kiesett  |
| Mohamed Hamed Naguib   | Diszkoszvetés | érvényes dobás nélkül | érvényes dobás nélkül | kiesett  | kiesett  |

* - egy másik versenyzővel azonos eredményt ért el

## Birkózás
Kötöttfogású
| Versenyző                 | Versenyszám | Vigaszágas kiesés | Vigaszágas kiesés | 5. helyért                        | Bronz- mérkőzés   | Döntő             | Helyezés    |
| Versenyző                 | Versenyszám | Ellenfél Eredmény | Hely.             | Ellenfél Eredmény                 | Ellenfél Eredmény | Ellenfél Eredmény | Helyezés    |
| ------------------------- | ----------- | --- | ----------------- | --------------------------------- | ----------------- | ----------------- | ----------- |
| Mahmoud Moustafa Fathalla | 52 kg       | B csoport · Hu Zsi-csa (Hu Richa) (CHN) · 1–13 · Taisto Halonen (FIN) · passzivitás                                                                                         | 5.                | kiesett                           | kiesett           | kiesett           | helyezetlen |
| Abdel Latif Khalaf        | 57 kg       | A csoport · Babis Kholidis (GRE) · 0–14 · Etó Maszaki (JPN) · 4–16 | 8.                | kiesett                           | kiesett           | kiesett           | helyezetlen |
| Salem Bekhit              | 62 kg       | B csoport · Stelios Mygiakis (GRE) · 4–6 · Roberto Aceves (MEX) · 13–0 · Oszanai Szeiicsi (JPN) · 11–7 · Hannu Lahtinen (FIN) · kétvállas · Hugo Dietsche (SUI) · kétvállas | 3.                | Doug Yeats (CAN) · 3–15           |                   |                   | 6.          |
| Shaban Ibrahim            | 68 kg       | B csoport · az 1. fordulóban erőnyerő · Mohamed Moutei Nakdali (SYR) · kétvállas · Antonios Papadopoulos (GRE) · 5–3 · Tapio Sipilä (FIN) · passzivitás                     | 4.                | kiesett                           | kiesett           | kiesett           | 7.          |
| Mohamed Hamad             | 74 kg       | B csoport · Romelio Salas (COL) · 12–5 · Abdel Aziz Tahir (MAR) · 0–0 (bírói) · Ştefan Rusu (ROU) · 0–14 · Jouko Salomäki (FIN) · 12–0                                      | 4.                | kiesett                           | kiesett           | kiesett           | 8.          |
| Mohamed El-Ashram         | 82 kg       | A csoport · Kim Szanggju (Kim Sang-Gyu) (KOR) · 5–4 · Louis Santerre (CAN) · kétvállas · Sören Claeson (SWE) · 0–3 · Ion Draica (ROU) · 1–3                                 | 3.                | Jarmo Övermark (FIN) · 3–5        |                   |                   | 6.          |
| Kamal Ibrahim             | 90 kg       | B csoport · Uwe Sachs (FRG) · 1–10 · Ilie Matei (ROU) · 0–13 | 5.                | kiesett                           | kiesett           | kiesett           | helyezetlen |
| Hassan El-Haddad          | +100 kg     | B csoport · Antonio La Penna (ITA) · 0–0, bírói · Tomas Johansson (SWE) · kétvállas · Döntő · Victor Dolipschi (ROU) · passzivitás · Tomas Johansson (SWE) · kétvállas      | 3.                | Panagiotis Poikilidis (GRE) · 3–7 |                   |                   | 5.          |

Szabadfogású
| Versenyző            | Versenyszám | Vigaszágas kiesés | Vigaszágas kiesés | 5. helyért        | Bronz- mérkőzés                | Döntő             | Helyezés    |
| Versenyző            | Versenyszám | Ellenfél Eredmény | Hely.             | Ellenfél Eredmény | Ellenfél Eredmény              | Ellenfél Eredmény | Helyezés    |
| -------------------- | ----------- | --- | ----------------- | ----------------- | ------------------------------ | ----------------- | ----------- |
| Farag Ali            | 52 kg       | B csoport · Gary Moores (GBR) · kétvállas · Šaban Trstena (YUG) · kétvállas                                                     | 6.                | kiesett           | kiesett                        | kiesett           | helyezetlen |
| Hussain El-Din Hamed | 68 kg       | A csoport · Jukka Rauhala (FIN) · 0–12 · Steve Bayliss (GBR) · 8–2 · Zsen Csin (Ren Qin) (CHN) · 6–4 · René Neyer (SUI) · 11–13 | 5.                | kiesett           | kiesett                        | kiesett           | helyezetlen |
| Mohamed Hamad        | 74 kg       | A csoport · Romelio Salas (COL) · 5–8 · Han Mjongu (Han Myeong-U) (KOR) · kétvállas                                             | 9.                | kiesett           | kiesett                        | kiesett           | helyezetlen |
| Mohamed El-Ashram    | 82 kg       | B csoport · Luciano Ortelli (ITA) · 2–7 · a 2. fordulóban erőnyerő · Ken Reinsfield (NZL) · passzivitás                         | 6.                | kiesett           | kiesett                        | kiesett           | helyezetlen |
| Hassan El-Haddad     | +100 kg     | B csoport · Isimori Kóicsi (JPN) · 6–4 · Mamadou Sakho (SEN) · 9–5 · Döntő · Bob Molle (CAN) · 1–13                             | 2.                |                   | Ayhan Taşkın (TUR) · kétvállas |                   | 4.          |

## Cselgáncs
| Versenyző             | Versenyszám | Csoport | Selejtező         | 32-es főtábla               | Nyolcaddöntő             | Negyeddöntő           | Elődöntő                               | Vigaszág nyolcaddöntő | Vigaszág negyeddöntő      | Vigaszág elődöntő                       | Bronz- mérkőzés   | Döntő                        | Helyezés |
| Versenyző             | Versenyszám | Csoport | Ellenfél Eredmény | Ellenfél Eredmény           | Ellenfél Eredmény        | Ellenfél Eredmény     | Ellenfél Eredmény                      | Ellenfél Eredmény     | Ellenfél Eredmény         | Ellenfél Eredmény                       | Ellenfél Eredmény | Ellenfél Eredmény            | Helyezés |
| --------------------- | ----------- | ------- | ----------------- | --------------------------- | ------------------------ | --------------------- | -------------------------------------- | --------------------- | ------------------------- | --------------------------------------- | ----------------- | ---------------------------- | -------- |
| Mohamed Soubei        | Harmatsúly  | B       | erőnyerő          | Pepi Reiter (AUT) · V       | kiesett                  | kiesett               | kiesett                                |                       |                           |                                         |                   |                              | 20.      |
| Yousry Zagloul        | Könnyűsúly  | A       |                   | Luiz Onmura (BRA) · V       | kiesett                  | kiesett               | kiesett                                |                       |                           |                                         |                   |                              | 19.      |
| Walid Mohamed Hussain | Váltósúly   | B       | erőnyerő          | Simione Kuruvoli (FIJ) · GY | Frank Wieneke (FRG) · V  |                       |                                        |                       | Takano Hiromicu (JPN) · V | kiesett                                 | kiesett           |                              | 9.       |
| Atif Muhammad Hussain | Középsúly   | B       |                   | Wálter Carmona (BRA) · V    | kiesett                  | kiesett               | kiesett                                |                       |                           |                                         |                   |                              | 18.      |
| Sherif El-Digwy       | Nehézsúly   | A       |                   |                             | Angelo Parisi (FRA) · V  |                       |                                        |                       |                           | Cso Jongcshol (Jo Yong-Cheol) (KOR) · V | kiesett           |                              | 7.       |
| Mohamed Ali Rashwan   | Nyílt       | A       |                   |                             | Bechir Kiiari (TUN) · GY | Mihai Cioc (ROU) · GY | Hszü Kuo-csing (Xu Guoqing) (CHN) · GY |                       |                           |                                         |                   | Jamasita Jaszuhiro (JPN) · V |          |

## Kosárlabda

### Férfi
| Egyiptomi férfi kosárlabdacsapat-játékoskeret                                                                        | Egyiptomi férfi kosárlabdacsapat-játékoskeret                                                                                        |
| --- | --- |
| - Abdel Hadi El-Gazzar - Abdel Kader Rabieh - Ahmed Mohamed Marei - Alain Attalah - Amin Shouman - Amir Abdel Meguid | - Essameldin Abou El-Nein - Khaled Mohammed Bekhit - Mohsen Medhat Warda - Mohamed Khaled - Mohamed Sayed Soliman - Tarek El-Sabbagh |

#### Eredmények
Csoportkör
A csoport
| Csapat            | M | Gy | V | P+  | P–  | Pk   |
| ----------------- | - | -- | - | --- | --- | ---- |
| Jugoszlávia (YUG) | 5 | 5  | 0 | 457 | 366 | +91  |
| Olaszország (ITA) | 5 | 4  | 1 | 437 | 363 | +74  |
| Ausztrália (AUS)  | 5 | 3  | 2 | 383 | 403 | –20  |
| NSZK (FRG)        | 5 | 2  | 3 | 384 | 376 | +8   |
| Brazília (BRA)    | 5 | 1  | 4 | 401 | 423 | –22  |
| Egyiptom (EGY)    | 5 | 0  | 5 | 349 | 480 | –131 |

| 1984. július 29. 11:00 | Olaszország (ITA) | 110–62 | Egyiptom (EGY) |  |
| 1984. július 29. 11:00 | (56–31)           |        |                |  |

| 1984. július 30. 16:30 | Brazília (BRA) | 91–82 | Egyiptom (EGY) |  |
| 1984. július 30. 16:30 | (45–43)        |       |                |  |

| 1984. augusztus 1. 14:30 | Jugoszlávia (YUG) | 100–69 | Egyiptom (EGY) |  |
| 1984. augusztus 1. 14:30 | (56–31)           |        |                |  |

| 1984. augusztus 2. 11:00 | NSZK (FRG) | 85–58 | Egyiptom (EGY) |  |
| 1984. augusztus 2. 11:00 | (40–24)    |       |                |  |

| 1984. augusztus 4. 9:00 | Ausztrália (AUS) | 94–78 | Egyiptom (EGY) |  |
| 1984. augusztus 4. 9:00 | (38–37)          |       |                |  |

A 9–12. helyért
| 1984. augusztus 5. 20:30 | Kína (CHN) | 76–73 | Egyiptom (EGY) |  |
| 1984. augusztus 5. 20:30 | (40–39)    |       |                |  |

A 11. helyért
| 1984. augusztus 9. 10:00 | Franciaország (FRA) | 102–78 | Egyiptom (EGY) |  |
| 1984. augusztus 9. 10:00 | (51–40)             |        |                |  |

| Csapat         | Helyezés |
| -------------- | -------- |
| Egyiptom (EGY) | 12.      |

## Labdarúgás
| Egyiptomi férfi labdarúgócsapat-játékoskeret | Egyiptomi férfi labdarúgócsapat-játékoskeret |
| --- | --- |
| - Adel El-Mahmour - Ahmed Nagui Salem - Alaa El-Din Nabil Moursi - Khalid Gadallah - Badr Hamed - Emad Mohamed Soliman - Ibrahim Youssef - Abdelghani Sayed | - Mahmoud El-Khatib - Mahmoud Hassan Saleh - Mohamed Omar El-Zeer - Mohamed Helmi - Mohamed Sedki - Mohamed Rabi Yassine - Moustafa Ismail Abdou - Shawki Gharib - Amer Taher Abou Zeid |

### Eredmények
Csoportkör
D csoport
| Csapat                 | M | Gy | D | V | Rg | Kg | Gk | P |
| ---------------------- | - | -- | - | - | -- | -- | -- | - |
| Olaszország (ITA)      | 3 | 2  | 0 | 1 | 2  | 1  | +1 | 4 |
| Egyiptom (EGY)         | 3 | 1  | 1 | 1 | 5  | 3  | +2 | 3 |
| Egyesült Államok (USA) | 3 | 1  | 1 | 1 | 4  | 2  | +2 | 3 |
| Costa Rica (CRC)       | 3 | 1  | 0 | 2 | 2  | 7  | –5 | 2 |

| 1984. július 29. 19:30 |

| Olaszország (ITA) | 1–0               | Egyiptom (EGY) |
| ----------------- | ----------------- | -------------- |
| Serena 63'        | (0–0) Jegyzőkönyv |                |

| Rose Bowl, Pasadena Nézőszám: 37 430 Játékvezető: Gastón Castro (chilei) |

| 1984. július 31. 19:00 |

| Egyiptom (EGY)                                | 4–1               | Costa Rica (CRC) |
| --------------------------------------------- | ----------------- | ---------------- |
| Khatib 32' Sayed 35' Soliman 62' Gadallah 71' | (2–0) Jegyzőkönyv | Coronado 87'     |

| Stanford Stadium, Palo Alto Nézőszám: 20 645 Játékvezető: Antonio Márquez Ramírez (mexikói) |

| 1984. augusztus 2. 19:00 |

| Egyiptom (EGY) | 1–1               | Egyesült Államok (USA) |
| -------------- | ----------------- | ---------------------- |
| Soliman 27'    | (1–1) Jegyzőkönyv | Thompson 8'            |

| Stanford Stadium, Palo Alto Nézőszám: 54 973 Játékvezető: Jorge Romero (argentin) |

Negyeddöntő
| 1984. augusztus 5. 19:00 |

| Franciaország (FRA) | 2–0               | Egyiptom (EGY) |
| ------------------- | ----------------- | -------------- |
| Xuereb 29' 52'      | (1–0) Jegyzőkönyv |                |

| Rose Bowl, Pasadena Nézőszám: 66 228 Játékvezető: Kyung-Bok Cha (dél-koreai) |

| Csapat         | Helyezés |
| -------------- | -------- |
| Egyiptom (EGY) | 5.       |

## Műugrás
Férfi
| Versenyző   | Versenyszám        | Selejtező | Selejtező | Döntő   | Döntő    |
| Versenyző   | Versenyszám        | Pont      | Helyezés  | Pont    | Helyezés |
| ----------- | ------------------ | --------- | --------- | ------- | -------- |
| Tamer Farid | Egyéni műugrás     | 373,71    | 28.       | kiesett | kiesett  |
| Said Daw    | Egyéni műugrás     | 407,88    | 26.       | kiesett | kiesett  |
| Said Daw    | Egyéni toronyugrás | 341,07    | 23.       | kiesett | kiesett  |
| Amro Hassan | Egyéni toronyugrás | 316,35    | 26.       | kiesett | kiesett  |

Női
| Versenyző  | Versenyszám        | Selejtező | Selejtező | Döntő   | Döntő    |
| Versenyző  | Versenyszám        | Pont      | Helyezés  | Pont    | Helyezés |
| ---------- | ------------------ | --------- | --------- | ------- | -------- |
| Rim Hassan | Egyéni műugrás     | 258,63    | 24.       | kiesett | kiesett  |
| Rim Hassan | Egyéni toronyugrás | 146,94    | 21.       | kiesett | kiesett  |

## Ökölvívás
| Versenyző             | Versenyszám  | Selejtező         | 32-es főtábla                        | Nyolcaddöntő                | Negyeddöntő              | Elődöntő          | Döntő             | Helyezés |
| Versenyző             | Versenyszám  | Ellenfél Eredmény | Ellenfél Eredmény                    | Ellenfél Eredmény           | Ellenfél Eredmény        | Ellenfél Eredmény | Ellenfél Eredmény | Helyezés |
| --------------------- | ------------ | ----------------- | ------------------------------------ | --------------------------- | ------------------------ | ----------------- | ----------------- | -------- |
| Fayek Gobran          | Légsúly      |                   | Ho Jongmo (Heo Yeong-Mo) (KOR) · RSC | kiesett                     | kiesett                  | kiesett           | kiesett           | 17.      |
| Gamal El-Din El-Koumy | Harmatsúly   | erőnyerő          | Takami Hiroaki (JPN) · 1:4           | kiesett                     | kiesett                  | kiesett           | kiesett           | 17.      |
| Mohamed Hegazi        | Pehelysúly   | erőnyerő          | Ayi Sodogah (TOG) · 5:0              | Alexander Wassa (INA) · 3:2 | Turgut Aykaç (TUR) · RSC | kiesett           | kiesett           | 5.       |
| Rushdy Armanios       | Kisváltósúly | erőnyerő          | Bhutana Magwaza (SWZ) · RSC          | Lotfi Belkhir (TUN) · 0:5   | kiesett                  | kiesett           | kiesett           | 9.       |
| Ahmed El-Gindy        | Középsúly    |                   | Damir Škaro (YUG) · RSC              | kiesett                     | kiesett                  | kiesett           | kiesett           | 17.      |
| Ahmed El-Nagar        | Félnehézsúly |                   | Sylvanus Okello (KEN) · RSC          | kiesett                     | kiesett                  | kiesett           | kiesett           | 17.      |

RSC – a mérkőzésvezető megállította a mérkőzést

## Öttusa
| Versenyző                             | Versenyszám | Lovaglás | Lovaglás | Lovaglás | Vívás    | Vívás | Vívás | Úszás    | Úszás | Úszás | Lövészet | Lövészet | Lövészet | Futás    | Futás | Futás | Összesen    | Összesen |
| Versenyző                             | Versenyszám | Idő      | Pont     | Hely.    | Pontszám | Pont  | Hely. | Idő      | Pont  | Hely. | Eredmény | Pont     | Hely.    | Idő      | Pont  | Hely. | Összes pont | Helyezés |
| ------------------------------------- | ----------- | -------- | -------- | -------- | -------- | ----- | ----- | -------- | ----- | ----- | -------- | -------- | -------- | -------- | ----- | ----- | ----------- | -------- |
| Ihab El-Lebedy                        | Egyéni      | 1:42,04  | 1100     | 5.       | 27–24    | 792   | 23.   | 4:04,233 | 920   | 51.   | 193      | 978      | 10.      | 14:30,16 | 955   | 43.   | 4745        | 33.      |
| Samy Awad                             | Egyéni      | 1:30,71  | 1040     | 18.      | 25–26    | 758   | 27.   | 3:42,255 | 1096  | 39.   | 190      | 912      | 24.      | 15:12,35 | 828   | 49.   | 4634        | 36.      |
| Ahmed Nasser                          | Egyéni      | 3:18,88  | 728      | 47.      | 24–27    | 736   | 32.   | 3:46,580 | 1060  | 43.   | 196      | 1044     | 5.       | 14:27,93 | 961   | 42.   | 4529        | 39.      |
| Ihab El-Lebedy Samy Awad Ahmed Nasser | Csapat      |          | 2868     | 10.      |          | 2286  | 10.   |          | 3076  | 17.   |          | 2934     | 3.       |          | 2744  | 16.   | 13 908      | 12.      |

## Röplabda

### Férfi
| Egyiptomi férfi röplabdacsapat-játékoskeret                                                                                           | Egyiptomi férfi röplabdacsapat-játékoskeret                                                                     |
| --- | --- |
| - Mohamed Abdel Hamed - Khaled Abdel Rahman - Mahmoud Abou Elelaa - Gaber Mooti Abou Zeid - Essam Awad - Ahmed Abdel Aziz El-Askalani | - Ahmed El-Shamouty - Shaban El-Tantawy - Abdel Hamid El-Wassimy - Ehab Mohamed - Hisham Radwan - Essam Ramadan |

#### Eredmények
Csoportkör
B csoport
|                   |      | Mérkőzések | Mérkőzések | Szettek | Szettek | Szettek | Pontok | Pontok | Pontok |
| Csapat            | Pont | Gy         | V          | Sz+     | Sz–     | SzA     | P+     | P–     | PA     |
| ----------------- | ---- | ---------- | ---------- | ------- | ------- | ------- | ------ | ------ | ------ |
| Kanada (CAN)      | 7    | 3          | 1          | 10      | 3       | 3,333   | 167    | 122    | 1,369  |
| Olaszország (ITA) | 7    | 3          | 1          | 11      | 4       | 2,750   | 210    | 143    | 1,469  |
| Japán (JPN)       | 7    | 3          | 1          | 9       | 5       | 1,800   | 179    | 162    | 1,105  |
| Kína (CHN)        | 5    | 1          | 3          | 3       | 9       | 0,333   | 124    | 160    | 0,775  |
| Egyiptom (EGY)    | 4    | 0          | 4          | 0       | 12      | 0,000   | 90     | 183    | 0,492  |

| 1984. július 31. 10:00 | Kanada (CAN)        | 3–0 | Egyiptom (EGY) |  |
| 1984. július 31. 10:00 | (15–10, 15–9, 15–3) |     |                |  |

| 1984. augusztus 2. 10:00 | Egyiptom (EGY)      | 0–3 | Kína (CHN) |  |
| 1984. augusztus 2. 10:00 | (3–15, 5–15, 16–18) |     |            |  |

| 1984. augusztus 4. 10:00 | Japán (JPN)          | 3–0 | Egyiptom (EGY) |  |
| 1984. augusztus 4. 10:00 | (15–6, 15–10, 15–11) |     |                |  |

| 1984. augusztus 6. 18:30 | Egyiptom (EGY)     | 0–3 | Olaszország (ITA) |  |
| 1984. augusztus 6. 18:30 | (4–15, 7–15, 6–15) |     |                   |  |

A 9. helyért
| 1984. augusztus 8. 16:00 | Tunézia (TUN)                    | 3–2 | Egyiptom (EGY) |  |
| 1984. augusztus 8. 16:00 | (15–13, 15–9, 5–15, 13–15, 15–5) |     |                |  |

| Csapat         | Helyezés |
| -------------- | -------- |
| Egyiptom (EGY) | 10.      |

## Sportlövészet
Férfi
| Versenyző            | Versenyszám          | Pont | Helyezés |
| -------------------- | -------------------- | ---- | -------- |
| Refaat Kaid          | Gyorstüzelő pisztoly | 585  | 22.      |
| Emad El-Gaindi       | Gyorstüzelő pisztoly | 573  | 41.      |
| Kamal El-Din Shemais | Légpuska             | 562  | 39.      |
| Attif Soudi          | Sportpuska, fekvő    | 578  | 55.      |
| Mohamed Amin Fikry   | Sportpuska, fekvő    | 575  | 63.      |

Nyílt
| Versenyző        | Versenyszám | Pont | Helyezés |
| ---------------- | ----------- | ---- | -------- |
| Sherif Saleh     | Trap        | 188  | 9.       |
| Mohsen El-Sayed  | Trap        | 174  | 45.      |
| Housham Moustafa | Skeet       | 192  | 13.      |
| Mohamed Khorshed | Skeet       | 177  | 53.      |

## Súlyemelés
| Versenyző                | Versenyszám | Szakítás                 | Szakítás                 | Lökés                    | Lökés                    | Összesen | Helyezés |
| Versenyző                | Versenyszám | Eredmény                 | Helyezés                 | Eredmény                 | Helyezés                 | Összesen | Helyezés |
| ------------------------ | ----------- | ------------------------ | ------------------------ | ------------------------ | ------------------------ | -------- | -------- |
| Mohamed Hafez El-Sayed   | 52 kg       | 92,5                     | 12.                      | 117,5                    | 10.                      | 210,0    | 12.      |
| Mohamed El-Sayed Ramadan | 56 kg       | 97,5                     | 14.                      | 132,5                    | 8.                       | 230,0    | 13.      |
| Mohamed Youssef          | 60 kg       | 105,0                    | 16.                      | 147,5                    | 8.                       | 252,5    | 10.      |
| Ahmed Fouad Aly          | 75 kg       | 130,0                    | 16.                      | 160,0                    | 15.                      | 290,0    | 15.      |
| Ibrahim El-Bakh          | 82,5 kg     | 145,0                    | 6.                       | 177,5                    | 7.                       | 322,5    | 5.       |
| Mahmoud Mahgoub          | 82,5 kg     | 140,0                    | 9.                       | 162,5                    | 15.                      | 302,5    | 13.      |
| Maged Mohamed            | 90 kg       | 150,0                    | 8.                       | 182,5                    | 15.                      | 332,5    | 15.      |
| Ibrahim Shaban           | 90 kg       | 145,0                    | 18.                      | érvényes kísérlet nélkül | érvényes kísérlet nélkül | kiesett  | kiesett  |
| Ashraf Mohamed           | 110 kg      | érvényes kísérlet nélkül | érvényes kísérlet nélkül | 190,0                    | 8.                       | kiesett  | kiesett  |
| Mosad Mosbah             | +110 kg     | 150,0                    | 6.                       | 180,0                    | 6.                       | 330,0    | 6.       |

## Szinkronúszás
| Versenyző                   | Versenyszám | Selejtező           | Selejtező           | Selejtező       | Selejtező  | Selejtező  | Döntő           | Döntő      | Döntő      |
| Versenyző                   | Versenyszám | Technikai gyakorlat | Technikai gyakorlat | Zenés gyakorlat | Összesítés | Összesítés | Zenés gyakorlat | Összesítés | Összesítés |
| Versenyző                   | Versenyszám | Pont                | Hely.               | Pont            | Pont       | Hely.      | Pont            | Pont       | Helyezés   |
| --------------------------- | ----------- | ------------------- | ------------------- | --------------- | ---------- | ---------- | --------------- | ---------- | ---------- |
| Dahlia Mokbel               | Egyéni      | 73,367              | 44.                 | 82,40           | 155,767    | 16.        | kiesett         | kiesett    | kiesett    |
| Sahar Helal                 | Egyéni      | 70,049              | 45.                 | kiesett         | kiesett    | kiesett    | kiesett         | kiesett    | kiesett    |
| Sahar Youssef               | Egyéni      | 67,165              | 48.                 | kiesett         | kiesett    | kiesett    | kiesett         | kiesett    | kiesett    |
| Dahlia Mokbel Sahar Youssef | Páros       | 70,266              | 17.                 | 80,60           | 150,866    | 17.        | kiesett         | kiesett    | kiesett    |

## Úszás
Férfi
| Versenyző                                          | Versenyszám            | Előfutam | Előfutam | Előfutam | Döntő   | Döntő   | Döntő   | Helyezés |
| Versenyző                                          | Versenyszám            | Idő      | Hely.    | Össz.    | Típus   | Idő     | Hely.   | Helyezés |
| -------------------------------------------------- | ---------------------- | -------- | -------- | -------- | ------- | ------- | ------- | -------- |
| Ahmed Eid                                          | 100 m pillangó         | 58,95    | 6.       | 41.      | kiesett | kiesett | kiesett | kiesett  |
| Ahmed Said                                         | 100 m pillangó         | 57,71    | 5.       | 35.      | kiesett | kiesett | kiesett | kiesett  |
| Ahmed Said                                         | 100 m gyors            | 55,01    | 6.       | 50.      | kiesett | kiesett | kiesett | kiesett  |
| Mohamed Youssef                                    | 100 m gyors            | 53,19    | 5.       | 34.      | kiesett | kiesett | kiesett | kiesett  |
| Mohamed Youssef                                    | 200 m gyors            | 1:59,71  | 7.       | 44.      | kiesett | kiesett | kiesett | kiesett  |
| Mohamed Youssef                                    | 200 m pillangó         | 2:08,88  | 7.       | 31.      | kiesett | kiesett | kiesett | kiesett  |
| Sharif Nour                                        | 100 m hát              | 59,63    | 4.       | 26.      | kiesett | kiesett | kiesett | kiesett  |
| Emad El-Shafei                                     | 100 m hát              | 1:02,04  | 6.       | 33.      | kiesett | kiesett | kiesett | kiesett  |
| Emad El-Shafei                                     | 200 m hát              | 2:12,90  | 7.       | 29.      | kiesett | kiesett | kiesett | kiesett  |
| Emad El-Shafei                                     | 200 m vegyes           | 2:14,87  | 6.       | 30.      | kiesett | kiesett | kiesett | kiesett  |
| Ayman Nadim                                        | 100 m mell             | 1:09,51  | 6.       | 43.      | kiesett | kiesett | kiesett | kiesett  |
| Ayman Nadim                                        | 200 m mell             | 2:33,17  | 7.       | 39.      | kiesett | kiesett | kiesett | kiesett  |
| Mohamed Youssef Sharif Nour Ahmed Eid Ahmed Said   | 4 × 100 m gyorsváltó   | kizárták | kizárták | kizárták | kiesett | kiesett | kiesett | kiesett  |
| Sharif Nour Ayman Nadim Ahmed Said Mohamed Youssef | 4 × 100 m vegyes váltó | 3:59,31  | 6.       | 15.      | kiesett | kiesett | kiesett | kiesett  |

Női
| Versenyző      | Versenyszám    | Előfutam | Előfutam | Előfutam | Döntő   | Döntő   | Döntő   | Helyezés |
| Versenyző      | Versenyszám    | Idő      | Hely.    | Össz.    | Típus   | Idő     | Hely.   | Helyezés |
| -------------- | -------------- | -------- | -------- | -------- | ------- | ------- | ------- | -------- |
| Sherwite Hafez | 200 m gyors    | 2:16,11  | 7.       | 33.      | kiesett | kiesett | kiesett | kiesett  |
| Sherwite Hafez | 100 m gyors    | 1:02,78  | 7.       | 15.      | kiesett | kiesett | kiesett | kiesett  |
| Nevine Hafez   | 100 m gyors    | 1:04,06  | 7.       | 17.      | kiesett | kiesett | kiesett | kiesett  |
| Nevine Hafez   | 100 m pillangó | 1:10,45  | 7.       | 32.      | kiesett | kiesett | kiesett | kiesett  |

## Vitorlázás
Nyílt
| Versenyző    | Versenyszám | Futam   | Futam | Futam | Futam | Futam | Futam | Futam | Pontszám | Helyezés |
| Versenyző    | Versenyszám | 1       | 2     | 3     | 4     | 5     | 6     | 7     | Pontszám | Helyezés |
| ------------ | ----------- | ------- | ----- | ----- | ----- | ----- | ----- | ----- | -------- | -------- |
| Nasser Karam | Finn dingi  | (35,0*) | 34,0  | 33,0  | 33,0  | 34,0  | 30,0  | 35,0* | 199,0    | 28.      |

* - nem ért célba

## Vívás
Férfi
| Versenyző                                                      | Versenyszám       | Selejtező | Selejtező | Selejtező | Selejtező | Selejtező | Selejtező | Főtábla                     | Főtábla           | Vigaszág                                 | Vigaszág                  | Negyeddöntő       | Elődöntő          | Döntő             | Helyezés |
| Versenyző                                                      | Versenyszám       | 1. kör | 1. kör    | 2. kör | 2. kör    | 3. kör | 3. kör    | 1. kör                      | 2. kör            | 1. kör                                   | 2. kör                    | Negyeddöntő       | Elődöntő          | Döntő             | Helyezés |
| Versenyző                                                      | Versenyszám       | Ellenfél Eredmény | Hely.     | Ellenfél Eredmény | Hely.     | Ellenfél Eredmény | Hely.     | Ellenfél Eredmény           | Ellenfél Eredmény | Ellenfél Eredmény                        | Ellenfél Eredmény         | Ellenfél Eredmény | Ellenfél Eredmény | Ellenfél Eredmény | Helyezés |
| -------------------------------------------------------------- | ----------------- | --- | --------- | --- | --------- | --- | --------- | --------------------------- | ----------------- | ---------------------------------------- | ------------------------- | ----------------- | ----------------- | ----------------- | -------- |
| Abdel Monem El-Husseini                                        | Tőr, egyéni       | 7. csoport · Jeppe Normann (NOR) · 5–1 · Lam Tak Chuen (HKG) · 5–3 · Jü Ji-feng (Yu Yifeng) (CHN) · 2–5 · Greg Benko (AUS) · 2–5 · Matthias Behr (FRG) · 2–5 ·                | 4.        | 5. csoport · Greg Massialas (USA) · 4–5 · Nick Bell (GBR) · 5–4 · Kuki Péter (ROU) · 5–1 · Matthias Behr (FRG) · 2–5                                                        | 2.        | 3. csoport · Stefan Joos (BEL) · 5–4 · Joachim Wendt (AUT) · 5–4 · Kuki Péter (ROU) · 5–4 · Umezava Kenicsi (JPN) · 2–5 · Matthias Behr (FRG) · 1–5               | 4.        | Andrea Borella (ITA) · 9–10 |                   | Csu Csi-seng (Chu Shisheng) (CHN) · 10–5 | Matthias Gey (FRG) · 3–10 | kiesett           | kiesett           | kiesett           | 12.      |
| Bilal Rifaat                                                   | Tőr, egyéni       | 10. csoport · Kifah Al-Mutawa (KUW) · 5–4 · Lai Yee Lap (HKG) · 5–2 · Thierry Soumagne (BEL) · 1–5 · Greg Massialas (USA) · 3–5 · Bill Gosbee (GBR) · 3–5 ·                   | 4.        | 3. csoport · Jü Ji-feng (Yu Yifeng) (CHN) · 5–3 · Stefano Cerioni (ITA) · 3–5 · Itzhak Hatuel (ISR) · 1–5 · Philippe Omnès (FRA) · 2–5                                      | 5.        | kiesett | kiesett   | kiesett                     | kiesett           | kiesett                                  | kiesett                   | kiesett           | kiesett           | kiesett           | 35.      |
| Ahmed Diab                                                     | Tőr, egyéni       | 9. csoport · Caj Hszing-hsziang (Tsai Shing-Hsiang) (TPE) · 5–4 · Mike McCahey (USA) · 5–2 · Khaled Al-Awadhi (KUW) · 3–5 · Kuki Péter (ROU) · 0–5 · Peter Joos (BEL) · 2–5 · | 5.        | kiesett | kiesett   | kiesett | kiesett   | kiesett                     | kiesett           | kiesett                                  | kiesett                   | kiesett           | kiesett           | kiesett           | 41.      |
| Ihab Aly                                                       | Párbajtőr, egyéni | 1. csoport · Greger Forslöw (SWE) · 2–5 · Jonathan Stanbury (GBR) · 5–0 · Ali Murat Dizioğlu (TUR) · 5–1 · Olivier Lenglet (FRA) · 3–5 ·                                      | 2.        | 6. csoport · Arno Strohmeyer (AUT) · 3–5 · Sergio Luchetti (ARG) · 5–1 · Jun Namdzsin (Yun Nam-Jin) (KOR) · 5–2 · Alexander Pusch (FRG) · 5–1 · Olivier Lenglet (FRA) · 3–5 | 2.        | 3. csoport · Jerri Bergström (SWE) · 2–5 · Olivier Lenglet (FRA) · 1–5 · Alexander Pusch (FRG) · 0–5 · Michel Dessureault (CAN) · 1–5 · Michel Poffet (SUI) · 3–5 | 6.        | kiesett                     | kiesett           | kiesett                                  | kiesett                   | kiesett           | kiesett           | kiesett           | 24.      |
| Khaled Soliman                                                 | Párbajtőr, egyéni | 3. csoport · Csaba Gaspar (ARG) · 5–3 · Lee Shelley (USA) · 5–3 · John Llewellyn (GBR) · 3–5 · Elmar Borrmann (FRG) · 2–5 ·                                                   | 3.        | 3. csoport · Stefan Joos (BEL) · 5–2 · José Rafael Magallanes (VEN) · 5–1 · Nils Koppang (NOR) · 2–5 · Stefano Bellone (ITA) · 5–5 · Björne Väggö (SWE) · 2–5               | 4.        | kiesett | kiesett   | kiesett                     | kiesett           | kiesett                                  | kiesett                   | kiesett           | kiesett           | kiesett           | 28.      |
| Abdel Monem Salem                                              | Párbajtőr, egyéni | 2. csoport · Saul Mendoza (BOL) · 5–0 · Csao Cse-csung (Zhao Zhizhong) (CHN) · 5–4 · Angelo Mazzoni (ITA) · 1–5 · Stephen Trevor (USA) · 3–5 ·                                | 3.        | 5. csoport · Stéphane Ganeff (BEL) · 3–5 · Zhao Zhizhong (CHN) · 2–5 · Daniel Perreault (CAN) · 3–5 · Sandro Cuomo (ITA) · 1–5 · Michel Poffet (SUI) · 3–5                  | 6.        | kiesett | kiesett   | kiesett                     | kiesett           | kiesett                                  | kiesett                   | kiesett           | kiesett           | kiesett           | 45.      |
| Ahmed Diab Abdel Monem El-Husseini Bilal Rifaat Khaled Soliman | Tőr, csapat       | 1. csoport · Olaszország (ITA) · 1–9 · Egyesült Államok (USA) · 2–9 | 3.        | |           | |           |                             |                   |                                          |                           | kiesett           | kiesett           | kiesett           | 12.      |
| Ihab Aly Ahmed Diab Abdel Monem Salem Khaled Soliman           | Párbajtőr, csapat | 3. csoport · Olaszország (ITA) · 0–9 · Kanada (CAN) · 0–8 · Argentína (ARG) · 9–4 ·                                                                                           | 3.        | |           | |           |                             |                   |                                          |                           | kiesett           | kiesett           | kiesett           | 12.      |